# بتیر
بتیر (به لاتین: Battir) یک شهرک در کرانه غربی رود اردن است که در استان بیت‌لحم واقع شده‌است.

## خصوصیات
بتیر ۳٬۹۶۷ نفر جمعیت دارد.